# Teresa Suñer i Julià
Teresa Suñer i Julià (Taialà, 7 d'octubre de 1904 - Barcelona, 25 de febrer de 1984) va ser una pianista i compositora catalana que va desenvolupar una tasca pedagògica i concertística a Girona.

## Biografia
Va néixer en una casa pairal de Taialà, filla d'Antoni Sunyer i Juandó i de Teresa Julià i Nualart. Va rebre les primeres classes de piano d'Enric Oliva i Vilar, un professor reconegut de Girona. Més endavant va completar els estudis amb Francesc Civil. El 1934 va començar a impartir classes de música a diverses escoles de la ciutat de Girona, com ara el Col·legi Eiximenis i l'Escola Prat de la Riba, tot i que va ser al Col·legi Verd, aleshores grup escolar Ramon Turró, on va fer classes durant més temps. En aquesta època va oferir diversos recitals amb els estudiants, com el de l'1 de juny de 1934 a l'Ateneu de Girona en el qual els estudiants del Ramon Turró van cantar cançons compostes per ella mateixa, i també de Freixas, Schubert, Chopin i Mestres.
Després de la Guerra Civil se li va obrir un expedient de depuració politicosocial, que finalment es va resoldre sense sancions.
La dècada dels cinquanta va ser molt prolífica per a Suñer. El 19 de novembre de 1950 va oferir un recital al Círculo Artístico de Gerona, juntament amb Joaquima Suñer Tubert, soprano, i Consol Oliveras, violinista. Un mes després, al desembre, va guanyar el "Concurso de villancicos" organitzat per la Sección Femenina. Com a intèrpret havia participat en el programa de Radio Gerona Pentagrama, com en l'emissió del 14 de febrer de 1957 juntament amb Consol Oliveras. El 1958 va publicar un recull de cançons titulat Flores a María, una edició amb pròleg del crític musical Josep Massanas, que incloïa 10 cançons religioses a una veu amb acompanyament de piano. El 30 d'abril de 1959, la Capella Polifònica de Girona, fundada i dirigida per Josep Viader, va interpretar el seu motet Bone Pastor.
L'any 1960, la cobla La Principal de la Bisbal va estrenar-li la sardana Valenta, l'única que es coneix que va escriure, en el IV Aplec de la Sardana de Girona, celebrat el 22 de maig. La partitura d'aquesta sardana es conserva al Museu d'Història de Girona gràcies a una donació que en va fer Josep Baró i Güell el 1961.
Va morir el 25 de febrer de 1984 a l'Hospital de la Vall d'Hebron de Barcelona de resultes de les ferides que va patir en l'incendi que es declarà el 19 de febrer al pis de la Rambla Verdaguer de Girona. En l'incendi també va resultar ferida Joaquima Suñer i Tubert, amb qui vivia.

## Obres
Va escriure una quarantena d'obres musicals, entre les quals:

### Cançons per a soprano i piano
- Ave María
- A l'hivern, amb poesia d'ella mateixa
- Soledad
- ¡Nieva!

### Cançons per a veus blanques i piano
- Amapolas, amapolas[14]
- Mañanita de mayo
- Pequeñita, pequeñita
- Madre, estas rositas
- Virgencita de mi vida
- Un hermoso angelito
- Alegres niñitas
- Si yo fuera un agnelito
- En uan cosa, María
- En lo alto del Cielo (himne)

### Cor a capella
- Bone Pastor

### Violí i piano
- Dansa[6]
- Diàleg
- Confidència
- Melangia
- El penitent
- Plany
- Vals
- Vals trist
- Minuet núm. 1
- Minuet núm. 3
- Marxa triomfal
- Minuet núm. 4

### Quartet de corda[15]
- Minuet núm. 4
- Ensomni

### Cobla
- Valenta, sardana